# Struthiomimus altus
Struthiomimus (pronunciato: struziomimus) è un genere estinto di dinosauro ornithomimide. Era agile e veloce, sembrava quasi uno struzzo; tuttavia, non possedeva né ali né (forse) piumaggio e non era in grado di volare;
correva sulle due lunghe zampe posteriori, facendo presa sul suolo con gli artigli ricurvi delle dita.
Si serviva della coda, sottile ma rigida, per tenersi in equilibrio; aveva due brevi e sottili arti anteriori e lunghe "mani" a tre dita, che probabilmente utilizzava per raggiungere e afferrare il cibo.
Il suo nome significa "simile allo struzzo", raggiungeva i 2 m di altezza ed i 3–4 m di lunghezza.
È vissuto 78-68 milioni di anni fa, nel Cretaceo, nel Nordamerica.

## Una dieta variata

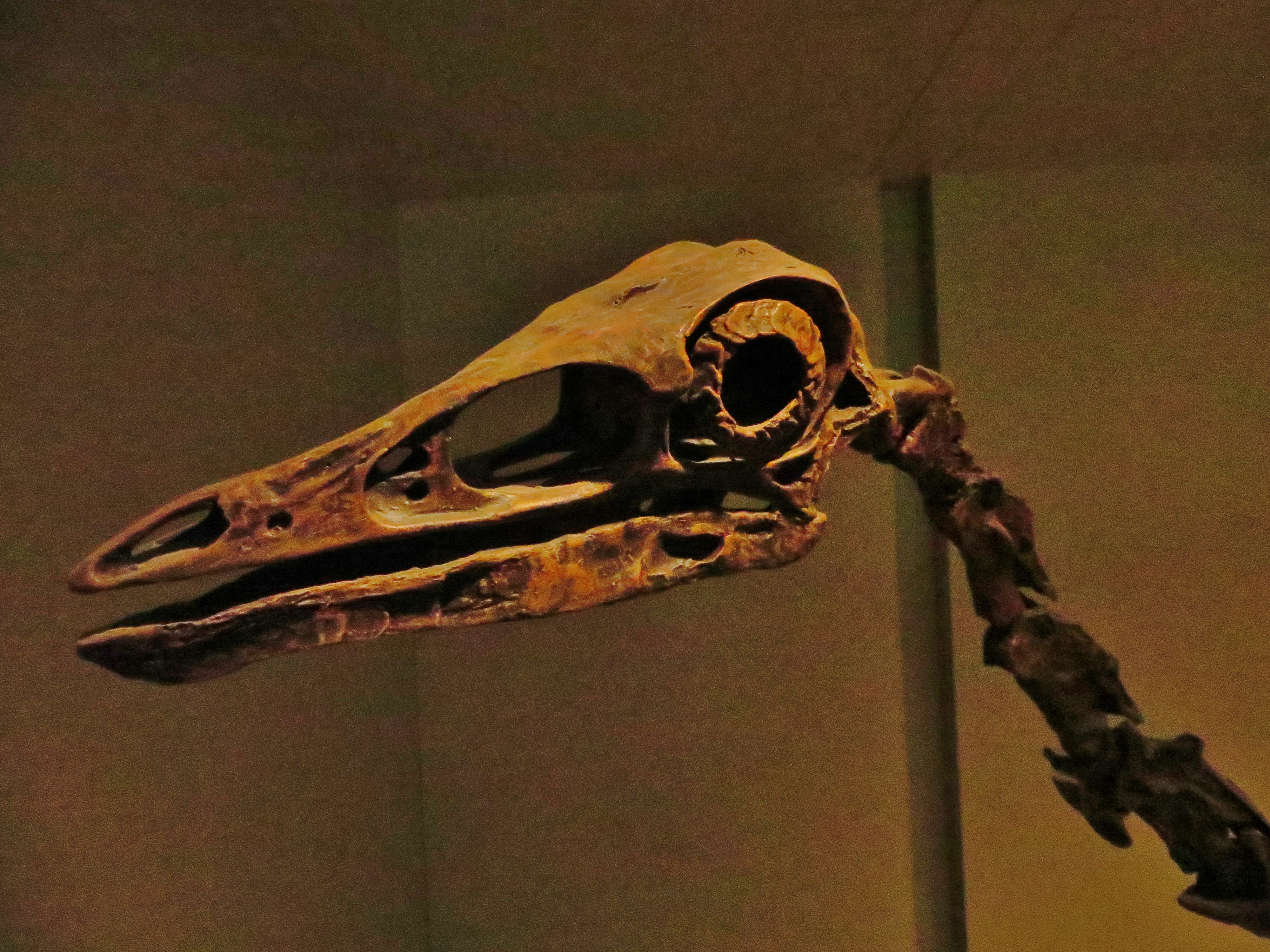
Cranio di Struthiomimus altus, è ben visibile il cerchio osseo attorno l'occhio

Si ipotizza che Struthiomimus dovesse avere una dieta prevalentemente vegetariana, comprendente piante, semi e vari tipi di frutti. Cacciava forse anche insetti, catturandoli con il becco corneo privo di denti, comprese anche piccole creature terricole quali lucertole o piccoli mammiferi. Altri suggeriscono che potesse avere una dieta anche parzialmente piscivora. È possibile persino che razziasse i nidi degli altri dinosauri per cibarsi delle uova (come si pensava facesse l'Oviraptor, oggi si ritiene più probabile che i resti di Oviraptor trovati presso le uova fossero impegnati nella cova) e dei piccoli appena nati, ma quest'ultima teoria è priva di reali fondamenta.

## Un abile velocista

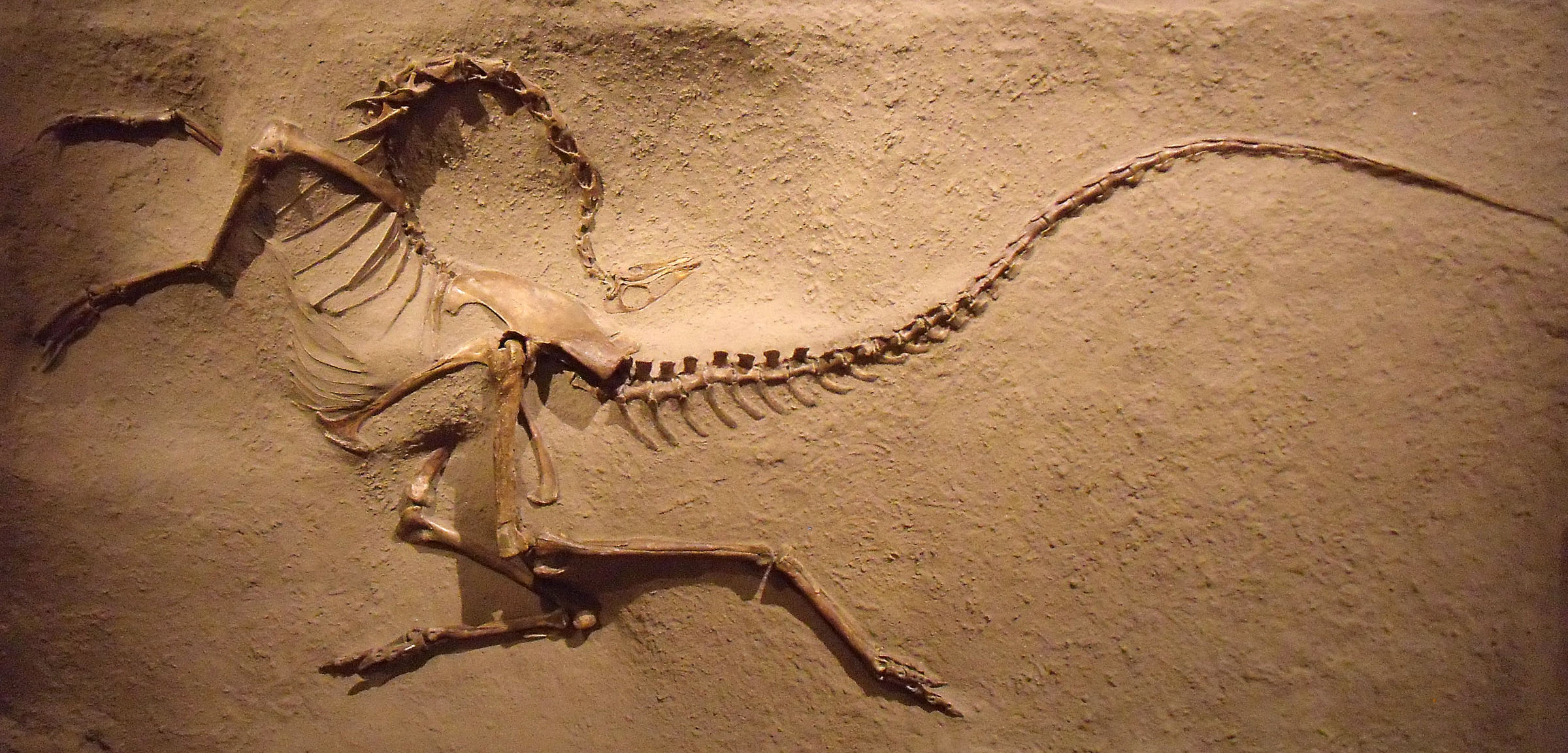
scheletro di uno Struthiomimus

Gli struziomimi, capaci di spiccare corse veloci, non avevano armi di autodifesa e dunque si spostavano in gruppo, per proteggersi reciprocamente. Sottoposti all'attacco dei predatori più temibili, probabilmente si davano alla fuga: in questo risiedeva con ogni probabilità il loro punto di forza, nella capacità di correre sino a raggiungere velocità elevate (forse tra i 40 ed i 70 km/h) anche se per tratti ridotti.

## Nella cultura di massa
lo Struthomimus non è certo un dinosauro assai famoso se comparato con il suo parente più noto Gallimimus, tuttavia gode di una certa notorietà verso i grandi appassionati di dinosauri, è inoltre presente in moltissimi media, anche se non viene per nulla riconosciuto o viene scambiato per il suo parente più noto. Compare nel classico Disney Dinosauri (2000) come cameo e in alcuni film della saga di Alla ricerca della Valle Incantata, tra cui Alla ricerca della Valle Incantata 2 (1994). È presente in alcuni videogiochi tra cui Jurassic World Evolution (2018), Jurassic World Evolution 2 (2021) e Jurassic World: Il gioco (2015) e Jurassic World Alive (2018).